# 多克特斯因萊特 (佛羅里達州)
多克特斯因萊特（英語：Doctors Inlet）是位於美國佛羅里達州克萊縣的一個非建制地區。該地的面積和人口皆未知。

## 地理
多克特斯因萊特的座標為30°06′00″N 81°46′3″W / 30.10000°N 81.76750°W，而該地的平均海拔高度為4米（即13英尺）。